# Градиште (округ Партизанське)
Градиште (словац. Hradište) — село, громада округу Партизанське, Тренчинський край. Кадастрова площа громади — 8.17 км².
Населення 1007 осіб (станом на 31 грудня 2020 року).

## Історія
Градиште згадується 1533 року.

## Населення
| Рік:            | 1994. | 2004.   | 2014.   | 2024.   |
| --------------- | ----- | ------- | ------- | ------- |
| Кількість осіб: | 1084  | 1033    | 1005    | 980     |
| Різниця:        |       | -4,70 % | -2,71 % | -2,48 % |

| Рік:            | 2023. | 2024.   |
| --------------- | ----- | ------- |
| Кількість осіб: | 983   | 980     |
| Різниця:        |       | -0,30 % |